# Petalocephala quadrimaculata
Petalocephala quadrimaculata är en insektsart som beskrevs av Matsumura 1912. Petalocephala quadrimaculata ingår i släktet Petalocephala och familjen dvärgstritar. Inga underarter finns listade i Catalogue of Life.